# Ледоломац (филм)
Ледоломац (транслит.) је научнофантастични акциони филм из 2013. године, базиран на француском графичком роману Le Transperceneige који су написали Жак Лоб, Бенжамин Легран и Жан-Марк Рошет. Филм је режирао Бонг Џун-Хо, који је и написао сценарио заједно са Келијем Мастерсоном. Рађен у јужно корејско-чешкој продукцији, ово је први Бонгов филм на енглеском језику, пошто је 85% дијалога у филму на енглеском.
У главним улогама су Крис Еванс, Сонг Канг-хо, Тилда Свинтон, Џејми Бел, Октејвија Спенсер, Јуен Бремнер, Го Ах-сунг, Џон Херт и Ед Харис. Радња се одвија у возу Ледоломац док он путује пругом која обухвата свет, носећи последње остатке човечанства, након неуспелог покушаја климатског инжењеринга да заустави глобално загревање, уместо тога стварајући ново ледено доба на Земљи. Еванс глуми Кертиса Еверета, једног од путника ниже класе у задњем делу воза, који се побуне против елите предњег дела воза. Филм је сниман у Прагу, користећи гарнитуре воза постављене на карданским преносницима за симулацију кретања воза.
Филм је добио позитивне критике од стране критичара, који су га често сврставали међу најбоље филмове из 2014. године, након међународне реализације. У филму су нарочито похваљени визија, режија и глума, нарочито Евансова и Свинтонина. Првобитно планиран за реализацију у ограниченом броју биоскопа у Сједињеним Државама, позитиван пријем је натерао студио да реализује филм у већем броју биоскопа, као и дигиталним путем на стриминг сервисима. Са буџетом од 40 милиона долара, ово је најскупљи филм корејске продукције.

## Радња
Због неуспелог експеримента који је требало да заустави глобално загревање, Земљу је 2014. задесило ново ледено доба. Једини преживели се налазе у возу Ледоломац који непрекидно кружи око Земље, а који покреће локомотива која ради на принципу перпетуум мобилеа. У локомотиви живи Вилфорд, њен проналазач, неприкосновени владар и божанство за све у возу. Путници у возу су одвојени, са елитом у екстравагантним предњим вагонима и сиромашнима у бедним репним одељцима под надзором наоружаних стражара.
Подстакнут својом очинском фигуром Гилијамом, Кертис Еверет и његов другокомандујући, Едгар, предводе путнике у револту након што схвате да оружје стражара нема муниције. Ослобађају Намгунга Минсуа, заточеног стручњака за обезбеђивање, који инсистира да ослободе и његову видовиту ћерку Јону. Намгунг помаже репној војсци да напредује, али они ускоро завршавају у сукобу са стражарима са секирама, надгледаним од стране министарке Мејсон. У борби која је уследила, Кертис је принуђен да изабере између спашавања Едгара или хватања Мејсонове. Кертис се тешко одлучује да зароби Мејсонову како би је искористио као преговарачки залог за окончање битке, а Едгар је смртно избоден. Репна војска се задржава, држећи стражаре у заробљеништву, док Кертис одводи Мејсонову, Намгунга, Јону, вештог борца Греја, Тању и Ендруа (двоје родитеља којима су одузета деца) према предњем делу воза. Нису свесни да Франко, одан Мејсоновој, бежи од репне војске да окупи још стражара.
Кертисова група путује кроз први од много раскошних вагона. Намгунг и Јона препознају оријентир напољу и сматрају да се лед можда отапа. На крају стижу до школске учионице, где учитељица децу индоктринира о Вилфордовој величини, непосредно пре него што отворе јаја да прославе осамнаесту „Нову годину”, од којих свака обележава један обилазак око Земље. Учитељица ово користи као дистракцију да нападне и убије Ендруа пре него што је Греј убије. У репном делу, Франко користи дистракцију да убије репну војску и ухвати Гилијама. Франко емитује снимак уживо на телевизору у учионици док погубљује Гилијама; Кертис заузврат убија Мејсонову. Кертисова група иде даље, али Франко их убрзо сустиже. Тања и Греј бивају убијени након борбе са Франком, којег наизглед убијају Кертис и Намгунг. Њих двојица заједно са Јоном настављају даље.
Стижу до последњег вагона пре локомотиве. Намгунг открива да су он и Јона сакупљали Кроноле, дрогу која изазива зависност, али и снажан експлозив, којим жели да отвори врата споља, верујући да могу преживети изван воза. Кертис их зауставља, пошто жели да се сусретне са Вилфордом; Кертис објашњава да је у првим данима воза, 17 година раније, репни део прибегавао канибализму и да је био готово спреман да поједе бебу Едгара, али му је Гилијам уместо тога понудио своју руку. Кертис жели да се суочи са Вилфордом и пита га зашто је створио овај затворени екосистем. Управо тада, врата локомотиве се отварају, а Вилфордова помоћница Клод излази и рањава Намгунга пре него што позове Кертиса унутра.
Кертис упознаје Вилфорда и на сопствени шок сазнаје да су он и Гилијам испланирали заверу да допусте Кертисову побуну како би смањили популацију воза на одржив ниво. Вилфорд наређује 74% страдалих репних путника. Затим нуди Кертису место на челу воза. Кертис је наизглед спреман да прихвати када Јона савлада Клод, улети и отвори подну даску како би открила децу из репног дела, укључујући Ендруову и Тањину децу, Ендија и Тимија, који раде на мотору као робови. Ужаснут, Кертис нокаутира Вилфорда и избавља Тимија из машине, мада притом губи руку. Кертис даје Јони шибице како би упалила фитиљ за Кроноле, док се Намгунг бори и убија Франка, који их је пратио. Како врата локомотиве неће да се затворе, Кертис и Намгунг својим телима штите Јону и Тимија од експлозије.
Експлозија изазива лавину која избацује воз из шина. Убрзо након тога, Јона и Тими беже из олупине. У даљини виде белог медведа, што указује на то да живот постоји изван воза.

## Улоге
| Глумац            | Улога             |
| ----------------- | ----------------- |
| Крис Еванс        | Кертис Еверет     |
| Сонг Канг-хо      | Намгунг Минсу     |
| Ед Харис          | Вилфорд           |
| Џон Херт          | Гилијам           |
| Тилда Свинтон     | министарка Мејсон |
| Џејми Бел         | Едгар             |
| Октејвија Спенсер | Тања              |
| Јуен Бремнер      | Ендру             |
| Го Ах-сунг        | Јона              |
| Алисон Пил        | учитељица         |
| Влад Иванов       | Франко            |
| Лук Пасквалино    | Греј              |